# Hanzestad

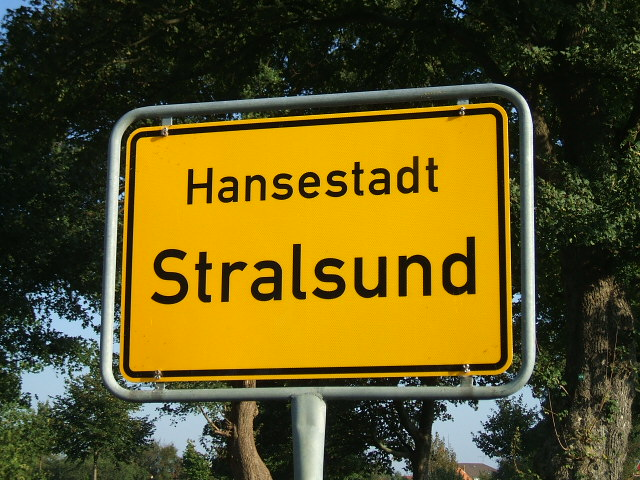
Stralsund, een Hanzestad

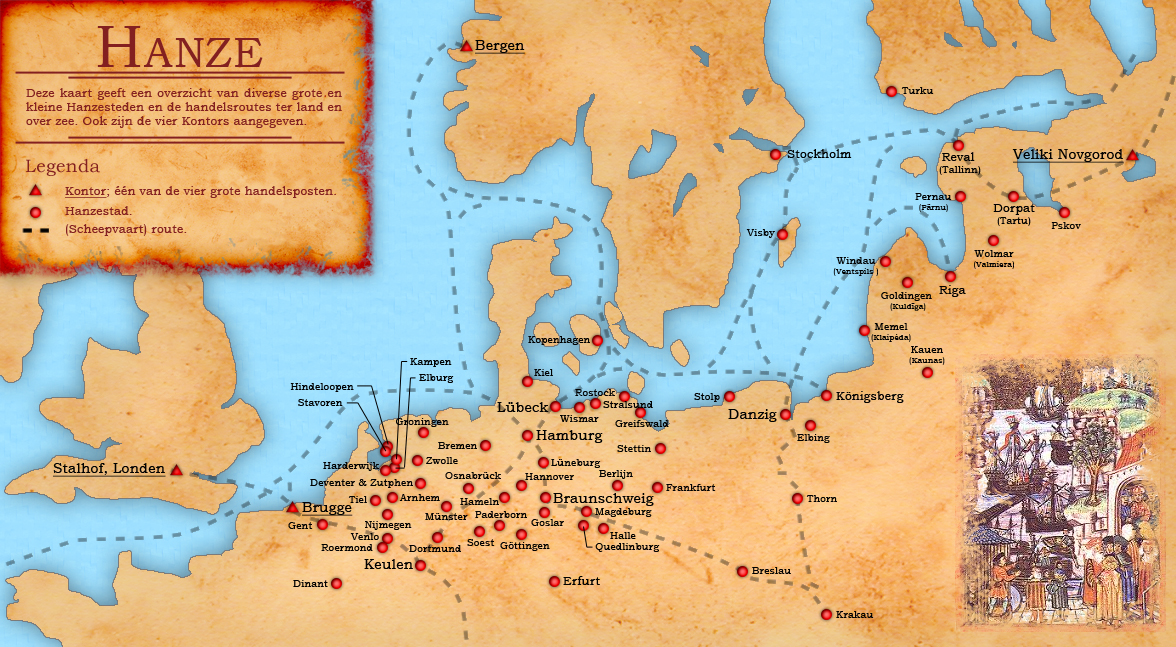
Nederlandstalige kaart met veel (niet alle) grote en kleine Hanzesteden en de handelsroutes

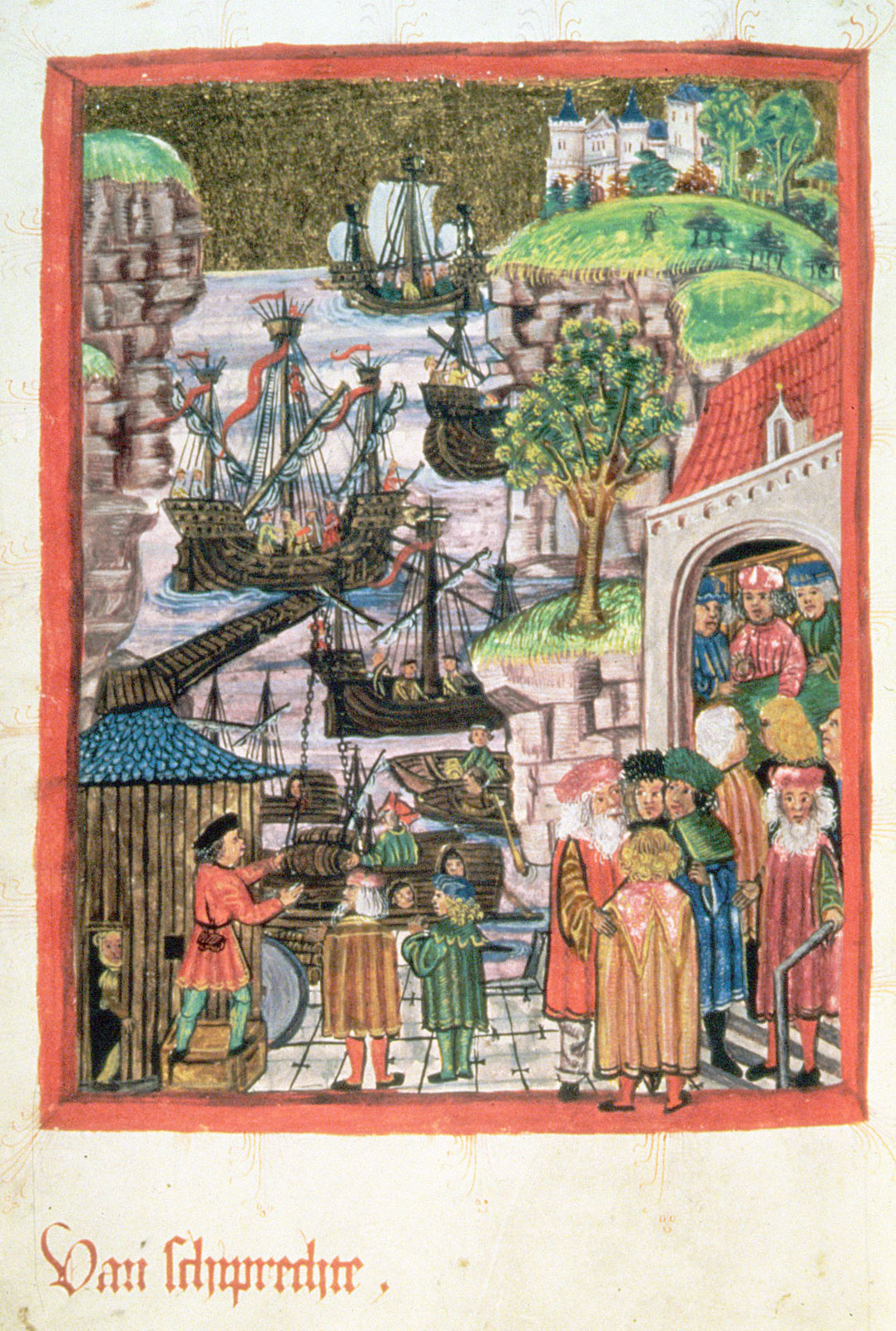
Illustratie bij het hoofdstuk "Van Schiprechte" uit het Hamburger boek met Stadsrechten, 1497. De taal is middelnederduits

Oorkonde uit 1557 waarmee afspraken tussen 63 Hanzesteden bevestigd worden

Hanzesteden zijn lid van het Hanzeverbond. Dit was van oorsprong, in de middeleeuwen, een samenwerkingsorganisatie van kooplieden uit Duitse steden rond de Oostzee en aan de Noordzee, verder waren steden in de Lage Landen (het huidige België en Nederland), Denemarken, Noorwegen Zweden en Polen aangesloten. De grote Hanzesteden, Gemeene of Principaalsteden genoemd, streefden er naar hun machtsbereik uit te breiden over kleinere steden en dorpen in hun achterland. De voor die tijd modern georganiseerde handel was gebaseerd op door het Hanzeverband aan steden verleende exclusieve rechten op het verhandelen van bepaalde producten en het opleggen van verplichtingen, de juridische vorm daarvoor waren overeenkomsten (handelscontracten). Voor het toezicht op een juiste uitvoering van de afspraken waren er rechtbanken opgericht die bij de handelscontracten werden erkend. Er ontwikkelden zich verschillende modelcontracten met rechten zoals het Lübecker Recht of het Maagdenburger Recht (beide varianten vielen binnen het plaatselijk geldend Duits Recht). Steden die rechten kregen toegekend moesten bij geschillen het hoogste beroep indienen bij het gerechtshof van hun 'moeder'stad. Er was een eigen marine die het recht op de wateren handhaafde, maar ook met militair geweld steden dwong lid te worden of mee te werken.

## Lijst van historische Hanzesteden
Dit is een regionaal gestructureerde lijst naar Dollinger van steden alwaar kooplieden tussen de 14e en 16e eeuw Hanzevoorrecht werd verleend (een deel slechts voor korte tijd). Ongeveer 70 van de ongeveer 200 hier weergegeven steden bedreven een actief Hanzebeleid. De meerderheid van de Hanzesteden liet zich (zoals in de Hanzedagen) door een grotere naburige stad vertegenwoordigen.

### Noordzeekust
- Bremen, een van de laatste steden die zich nog Hanzestad noemde (1669)
- Brugge, oudste Hanzestad en -kontor in het graafschap Vlaanderen
- Buxtehude, hertogdom Bremen
- Groningen, vrije stad
- Hamburg, vrije rijksstad; het verdrag tussen Hamburg en Lübeck in (1241) geldt als geboortejaar van de Hanze; zij noemden zich als laatste steden nog Hanzestad (1669)
- Londen, Hanzestad en -kontor in het koninkrijk Engeland
- Stade, hertogdom Bremen

### Oostzeekustwestelijk van deOder
- Anklam, hertogdom Pommeren
- Bad Segeberg, Sleeswijk-Holstein
- Demmin, hertogdom Pommeren,1648 Zweeds en 1720 Pruisisch
- Greifswald, hertogdom Pommeren, 1648 Zweeds en 1720 Pruisisch
- Kiel, graafschap, later hertogdom Holstein
- Lübeck (vroeger Lubeck), vrije rijksstad; het verdrag tussen Hamburg en Lübeck 1241 geldt als geboortejaar van de Hanze; zij noemden zich als laatste steden nog Hanzestad (1669),
- Rostock, hertogdom Mecklenburg-Schwerin
- Stettin, hertogdom Pommeren, 1648 Zweeds en 1720 Pruisisch
- Stralsund, vorstendom Rügen, hertogdom Pommeren, 1648 Zweeds, 1815 Pruisisch
- Wismar, hertogdom Mecklenburg-Schwerin
- Wolgast, hertogdom Pommeren, 1648 Brandenburgs (Pruisisch)

### Achter-Pommeren
- Belgard, na 1945 Białogard, hertogdom Pommeren, 1648 Brandenburgs (Pruisisch)
- Dramburg, na 1945 Drawsko Pomorskie, hertogdom Pommeren, 1648 Brandenburgs (Pruisisch),
- Gollnow, na 1945 Goleniów, hertogdom Pommeren, 1648 Brandenburgs (Pruisisch)
- Greifenberg, na 1945 Gryfice, hertogdom Pommeren, 1648 Brandenburgs (Pruisisch)
- Kammin, na 1945 Kamień Pomorski, hertogdom Pommeren, 1648 Brandenburgs (Pruisisch)
- Kolberg, na 1945 Kołobrzeg, hertogdom Pommeren, 1648 Brandenburgs (Pruisisch)
- Köslin, na 1945 Koszalin, hertogdom Pommeren, 1648 Brandenburgs (Pruisisch)
- Rügenwalde, na 1945 Darłowo, hertogdom Pommeren, 1648 Brandenburgs (Pruisisch)
- Schlawe, na 1945 Sławno, hertogdom Pommeren, 1648 Brandenburgs (Pruisisch)
- Stargard, hertogdom Pommeren, 1648 Brandenburgs (Pruisisch)
- Stolp, na 1945 Słupsk. hertogdom Pommeren, 1648 Brandenburgs (Pruisisch)
- Treptow, na 1945 Trzebiatow, hertogdom Pommeren, 1648 Brandenburgs (Pruisisch)
- Wollin, na 1945 Wolin, hertogdom Pommeren, 1648 Brandenburgs (Pruisisch)

### West-Pruisen,Oost-Pruisen,SileziëenPolen
- Danzig, Duitse Ordestaat, sinds 1457 autonome stadstaat, een van de laatste Hanzesteden 1669
- Braunsberg, na 1945 Braniewo, Duitse Ordestaat, later bisdom Ermland
- Breslau, na 1945 Wrocław, stadstaat in het Hertogdom Silezië
- Elbing, na 1945 Elbląg, Duitse Ordestaat, sinds 1457 autonome stadstaat binnen republiek Polen-Litouwen, 1772 Pruisisch
- Koningsbergen, na 1945 Kaliningrad, Duitse Ordestaat, later hertogdom Pruisen
- Kulm, Duitse Ordestaat, later republiek Polen-Litouwen, 1772 Pruisisch
- Thorn, Duitse Ordestaat, sinds 1457 autonome stadstaat binnen republiek Polen-Litouwen, 1772 Pruisisch
- Krakau, koninkrijk Polen

### LijflandseenZweedsesteden
- Dorpat (tegenwoordig Tartu), bisdom Dorpat, later hertogdom Lijfland (Pools-Litouwse Gemenebest), later koninkrijk Zweden
- Fellin (tegenwoordig Viljandi), orde van de Zwaardbroeders, later hertogdom Lijfland (Pools-Litouwse Gemenebest), later koninkrijk Zweden
- Goldingen (tegenwoordig Kuldīga), orde van de Zwaardbroeders, later hertogdom Koerland (Pools-Litouwse Gemenebest)
- Roop (tegenwoordig Straupe), orde van de Zwaardbroeders, later hertogdom Lijfland (Pools-Litouwse Gemenebest), later koninkrijk Zweden
- Kokenhusen (tegenwoordig Koknese), aartsbisdom Riga, later hertogdom Lijfland (Pools-Litouwse Gemenebest), later koninkrijk Zweden
- Lemsal (tegenwoordig Limbaži), aartsbisdom Riga, later hertogdom Lijfland (Pools-Litouwse Gemenebest), later koninkrijk Zweden
- Pernau (tegenwoordig Pärnu), orde van de Zwaardbroeders, later hertogdom Lijfland (Pools-Litouwse Gemenebest), later koninkrijk Zweden
- Riga, orde van de Zwaardbroeders, later hertogdom Lijfland (Pools-Litouwse Gemenebest), later koninkrijk Zweden
- Reval (tegenwoordig Tallinn), wisselend orde van de Zwaardbroeders en hertogdom Estland (koninkrijk Denemarken), later koninkrijk Zweden
- Stockholm, koninkrijk Zweden
- Visby, Gotland (koninkrijk Zweden, 1409-1645 koninkrijk Denemarken)
- Wenden (tegenwoordig Cēsis), orde van de Zwaardbroeders, later hertogdom Lijfland (Pools-Litouwse Gemenebest), later koninkrijk Zweden
- Windau (tegenwoordig Ventspils), orde van de Zwaardbroeders, later hertogdom Koerland (Pools-Litouwse Gemenebest)
- Wolmar (tegenwoordig Valmiera), orde van de Zwaardbroeders, later hertogdom Lijfland (Pools-Litouwse Gemenebest), later koninkrijk Zweden

### Nederrijngebied
- Keulen (vrije rijksstad), een van de laatste Hanzesteden 1669
- Dinant, prinsbisdom Luik
- Dinslaken, hertogdom Kleef
- Duisburg, hertogdom Kleef
- Düsseldorf, vorstendom Berg
- Emmerik, hertogdom Kleef
- Grieth, hertogdom Kleef
- Uitzondering: Neuss verkreeg in 1475 van keizer Frederik III de rechten van een (zelfstandige) Hanzestad
- Nijmegen, hertogdom Gelre, later Verenigde Provinciën
- Roermond, hertogdom Gelre, later Zuidelijke Nederlanden
- Tiel, hertogdom Gelre, later Verenigde Provinciën
- Venlo, hertogdom Gelre, later Verenigde Provinciën
- Wezel, vorstendom Kleef
- Zaltbommel, hertogdom Gelre, later Verenigde Provinciën

### IJssel- en Zuiderzeegebied
- Arnhem, hertogdom Gelre, later Verenigde Provinciën
- Bolsward, Friesland, later Verenigde Provinciën
- Deventer, Overijssel, later Verenigde Provinciën
- Doesburg, hertogdom Gelre, later Verenigde Provinciën
- Elburg, hertogdom Gelre, later Verenigde Provinciën
- Harderwijk, hertogdom Gelre, later Verenigde Provinciën
- Hasselt, Overijssel, later Verenigde Provinciën
- Hattem, Hertogdom Gelre, later Verenigde Provinciën
- Hindeloopen, Friesland, later Verenigde Provinciën
- Kampen, Overijssel, later Verenigde Provinciën
- Oldenzaal, Overijssel - Twente, later Verenigde Provinciën
- Ommen, Overijssel, later Verenigde Provinciën
- Rijssen, Overijssel - Twente, later Verenigde Provinciën
- Stavoren, Friesland, later Verenigde Provinciën (Nederland)
- Zutphen, Hertogdom Gelre, later Verenigde Provinciën
- Zwolle, Overijssel, later Verenigde Provinciën

### Tussen de Rijn en Weser (Westfaalsesteden)
- Hoofdstad van het derde kwartier, voorstad: Dortmund, vrije rijksstad
- Voorstad: Münster, prinsbisdom Münster
- Voorstad: Osnabrück, prinsbisdom Osnabrück; een van de laatste Hanzesteden 1669
- Voorstad: Soest, hertogdom Westfalen, later zelfstandig gebied onder Kleefse landheren
- Ahlen, prinsbisdom Münster
- Allendorf (Sundern), graafschap Mark
- Altena, graafschap Mark
- Arnsberg, hertogdom Westfalen (aan Keur-Keulen)
- Attendorn, hertogdom Westfalen (aan Keur-Keulen)
- Balve, hertogdom Westfalen (aan Keur-Keulen)
- Beckum, prinsbisdom Münster
- Belecke, hertogdom Westfalen (aan Keur-Keulen)
- Bielefeld, graafschap Ravensberg
- Billerbeck, prinsbisdom Münster
- Blankenstein, graafschap Mark
- Bocholt, prinsbisdom Münster
- Bochum, graafschap Mark
- Bodenfeld,
- Bödefeld, hertogdom Westfalen (aan Keur-Keulen)
- Borgentreich,
- Borken, prinsbisdom Münster
- Brakel, prinsbisdom Paderborn
- Breckerfeld, graafschap Mark
- Brilon, hertogdom Westfalen (aan Keur-Keulen)
- Coesfeld, prinsbisdom Münster
- Dorsten, vest Recklinghausen (aan Keur-Keulen)
- Drolshagen, hertogdom Westfalen (aan Keur-Keulen)
- Dülmen, prinsbisdom Münster
- Essen, abdij Essen
- Eversberg, hertogdom Westfalen (aan Keur-Keulen)
- Freienohl, hertogdom Westfalen (Keur-Keulen)
- Fürstenau,
- Geseke, hertogdom Westfalen (aan Keur-Keulen)
- Grevenstein, hertogdom Westfalen (aan Keur-Keulen)
- Hachen,
- Hagen, graafschap Mark
- Haltern, prinsbisdom Münster
- Hamm, graafschap Mark
- Haselünne, prinsbisdom Münster
- Hattingen, graafschap Mark
- Herford, abdij Herford
- Hirschberg im Sauerland, hertogdom Westfalen (aan Keur-Keulen)
- Hörde, graafschap Mark
- Hüsten, hertogdom Westfalen (aan Keur-Keulen)
- Iburg, prinsbisdom Osnabrück
- Iserlohn, graafschap Mark
- Kallenhardt, hertogdom Westfalen (aan Keur-Keulen)
- Kamen, graafschap Mark
- Korbach, vorstendom Waldeck
- Langscheid (Sundern),
- Lemgo, graafschap Lippe
- Lennep, graafschap Berg
- Lippstadt, freiherrschaft, later graafschap Lippe
- Lüdenscheid, graafschap Mark
- Lünen, graafschap Mark
- Medebach, hertogdom Westfalen (aan Keur-Keulen)
- Melle, prinsbisdom Osnabrück
- Menden (Sauerland), hertogdom Westfalen (aan Keur-Keulen)
- Meppen, prinsbisdom Münster
- Meschede, als bijstad van Arnsberg
- Minden, prinsbisdom Minden
- Neuenrade, graafschap Mark
- Neustadt,
- Nieheim,
- Olpe, hertogdom Westfalen (aan Keur-Keulen)
- Paderborn, prinsbisdom Paderborn
- Peckelsheim,
- Plettenberg, graafschap Mark
- Quakenbrück, abdij Osnabrück
- Ratingen, vorstendom Berg
- Recklinghausen, vest Recklinghausen (aan Keur-Keulen)
- Rheine, prinsbisdom Münster
- Rinteln, graafschap Schaumburg
- Rüthen, hertogdom Westfalen (aan Keur-Keulen)
- Schmallenberg, hertogdom Westfalen (aan Keur-Keulen)
- Schüttorf, graafschap Bentheim
- Schwerte, graafschap Mark
- Solingen, graafschap Berg
- Sundern (Sauerland),
- Telgte, prinsbisdom Münster
- Unna, graafschap Mark
- Vörden (Marienmünster)
- Vreden, prinsbisdom Münster
- Warburg, prinsbisdom Paderborn
- Warendorf, prinsbisdom Münster
- Warstein, hertogdom Westfalen (aan Keur-Keulen)
- Wattenscheid, graafschap Mark
- Werl, hertogdom Westfalen (aan Keur-Keulen)
- Werne, prinsbisdom Münster
- Westhofen, graafschap Mark
- Wetter (Ruhr), graafschap Mark
- Wiedenbrück, abdij Osnabrück
- Wipperfürth, graafschap Berg

### Brandenburg
- Berlin-Cölln, mark, later vorstendom Brandenburg
- Brandenburg an der Havel, mark, later vorstendom Brandenburg
- Frankfurt (Oder), mark, later vorstendom Brandenburg
- Havelberg, mark, later vorstendom Brandenburg
- Kyritz, mark, later vorstendom Brandenburg
- Perleberg, mark, later vorstendom Brandenburg
- Pritzwalk, mark, later vorstendom Brandenburg

### Midden Duitsland (tussenOberweseren deSaale)
- Duderstadt, prinsaartsbisdom Mainz
- Erfurt, prinsbisdom Erfurt
- Göttingen, vorstendom Göttingen
- Halle, prinsaartsbisdom Maagdenburg
- Merseburg, prinsbisdom Merseburg, later hertogdom Saksen-Merseburg
- Mühlhausen, vrije rijksstad
- Naumburg (Saale), bisdom Naumburg-Zeits, later hertogdom Saksen-Zeitz
- Nordhausen, vrije rijksstad
- Northeim, vorstendom Brunswijk
- Osterode am Harz, vorstendom Brunswijk
- Uslar, vorstendom Brunswijk

### Tussen de Weser enElbe(Saksischesteden)
- Voorstad: Braunschweig, vorstendom Brunswijk; een van de laatste Hanzesteden 1669
- Voorstad: Maagdenburg, prinsaartsbisdom Maagdenburg
- Alfeld, prinsbisdom Hildesheim
- Aschersleben, prinsaartsbisdom Maagdenburg
- Bockenem, prinsbisdom Hildesheim
- Einbeck, vorstendom Grubenhagen
- Gardelegen, mark, later vorstendom Brandenburg
- Goslar, vrije rijksstad
- Gronau, prinsbisdom Hildesheim
- Halberstadt, prinsbisdom Halberstadt, later keurvorstendom Brandenburg
- Hamelen, vorstendom Calenberg
- Hannover, vorstendom Calenberg
- Helmstedt, vorstendom Brunswijk
- Hildesheim, prinsbisdom Hildesheim; een van de laatste Hanzesteden 1669
- Lüneburg, hertogdom Brunswijk-Lüneburg
- Osterburg, mark, later vorstendom Brandenburg
- Quedlinburg, rijkssticht Quedlinburg, later vorstendom Brandenburg
- Salzwedel, mark, later vorstendom Brandenburg
- Seehausen, mark, later vorstendom Brandenburg Het Hanze- of Oostershuis in Antwerpen.

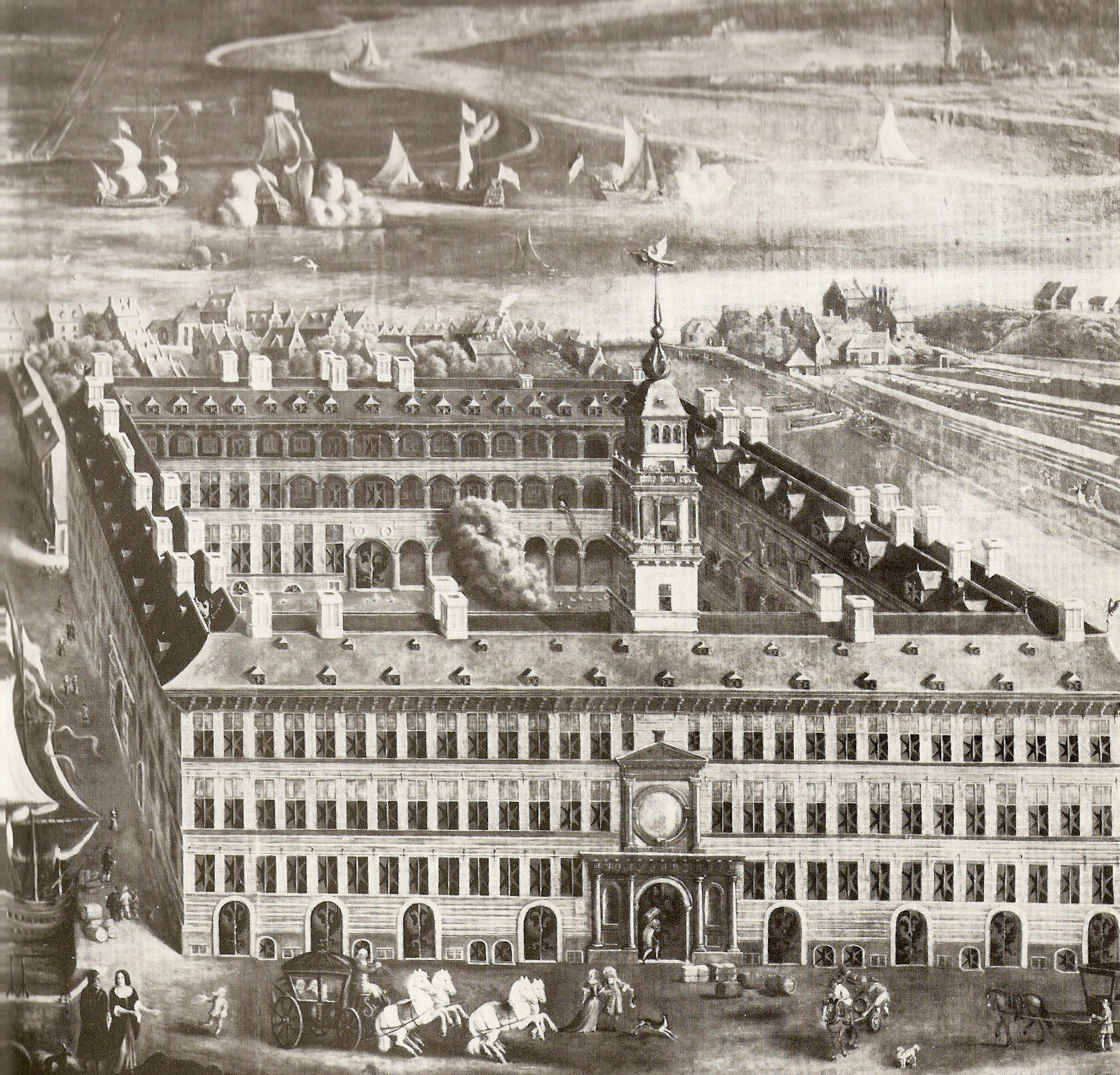
Het Hanze- of Oostershuis in Antwerpen.

- Stendal, mark, later vorstendom Brandenburg
- Tangermünde, mark, later vorstendom Brandenburg
- Uelzen, vorstendom Brunswijk-Lüneburg
- Werben, mark, later vorstendom Brandenburg

### Hanzekantoren
Een Hanzekantoor was in de middeleeuwen een vestiging van Hanzekooplieden in het buitenland.
Er waren in totaal vier Hanzekantoren, het Hanzekantoor van Brugge (later verplaatst naar Antwerpen vanwege de verzanding van het Zwin), Tyskebrygge in Bergen, Peterhof in Novgorod en Stalhof in Londen. Tyskebrygge is het enige bewaard gebleven Hanzekantoor.
De Schra van Novgorod is de enige volledig bewaarde verzameling bepalingen over de interne reglementen van de vier Hanzekantoren.

## Belangrijke dependances en handelsposten van de Hanze
- Aberdeen, koninkrijk Schotland
- Antwerpen, hertogdom Brabant in de Nederlanden, later Zuidelijke Nederlanden.
- Bordeaux, koninkrijk Frankrijk
- Berwick-upon-Tweed, koninkrijk Schotland, later koninkrijk Engeland
- Boston, Lincolnshire, koninkrijk Engeland
- Bourgneuf, Poitou, koninkrijk Frankrijk
- Bristol, koninkrijk Engeland
- Christiana, Noorwegen, koninkrijk Denemarken-Noorwegen
- Damme, graafschap Vlaanderen in de Nederlanden
- Duinkerke, graafschap Vlaanderen in de Nederlanden, nu Frankrijk
- Edinburgh, koninkrijk Schotland
- Elbogen (Malmö), Schonen, eerst onderdeel van het koninkrijk Denemarken-Noorwegen, na 1658 Zweden
- Great Yarmouth, koninkrijk Engeland
- Hafnarfjördhur, IJsland, koninkrijk Denemarken-Noorwegen
- Helsingborg, Schonen, eerst onderdeel van het koninkrijk Denemarken-Noorwegen, na 1658 Zweden
- Hull, koninkrijk Engeland
- Ipswich, koninkrijk Engeland
- Kalmar, koninkrijk Zweden
- Kaunas, groothertogdom Litouwen, later Polen-Litouwen
- King's Lynn, koninkrijk Engeland
- Kopenhagen, koninkrijk Denemarken-Noorwegen
- La Rochelle, Poitou, koninkrijk Frankrijk
- Lissabon, koninkrijk Portugal
- Lödöse (Göteborg), koninkrijk Zweden
- Nantes, Loiredal, koninkrijk Frankrijk
- Narva, Estland (koninkrijk Denemarken), later ordestaat, later koninkrijk Zweden
- Newcastle-upon-Tyne, koninkrijk Engeland
- Norwich, koninkrijk Engeland
- Nyköping, koninkrijk Zweden
- Pleskau, nu Pskov, eerst onafhankelijke prinsdom Pskov, vanaf 1510 onderdeel van het grootvorstendom Moskou
- Polozsk, eerst onderdeel van het groothertogdom Litouwen, daarna onderdeel van Polen-Litouwen, nu Wit-Rusland
- Ripen (Ribe), koninkrijk Denemarken-Noorwegen
- Smolensk, eerst onderdeel van het groothertogdom Litouwen, vanaf 1514 onderdeel van het grootvorstendom Moskou, vanaf 1611 Polen-Litouwen, nu Rusland
- Tønsberg, Noorwegen, koninkrijk Denemarken-Noorwegen
- Turku, koninkrijk Zweden, nu Finland
- Venetië, republiek Venetië, nu Italië
- Wilna (Vilnius), groothertogdom Litouwen, daarna Polen-Litouwen
- Vitebsk, groothertogdom Litouwen, daarna Polen-Litouwen, nu Wit-Rusland
- York, koninkrijk Engeland
- Ystad , Koninkrijk Denemarken-Noorwegen , na 1658 , Koninkrijk Zweden